# Somerset West and Taunton
Somerset West and Taunton est un ancien district non métropolitain du Somerset, en Angleterre.

## Histoire
Le district de Somerset West and Taunton est créé le 1er avril 2019 par la fusion des districts de West Somerset et Taunton Deane. Les deux conseils de district partageaient déjà leurs ressources depuis 2013.
Comme les autres districts non métropolitains du Somerset, celui de Somerset West and Taunton est aboli le 1er avril 2023. Leurs compétences sont récupérées par le conseil de comté du Somerset (en), le comté formant désormais une autorité unitaire.